# Samoa op de Olympische Zomerspelen 2016
Samoa nam deel aan de Olympische Zomerspelen 2016 in Rio de Janeiro, Brazilië. Tot de selectie behoorden acht atleten, actief in vijf sporten. Het was een van de grootste olympische ploegen in de olympische geschiedenis van Samoa. De helft van de Samoaanse atleten was in het bezit van een dubbel paspoort, het andere paspoort zijnde Amerikaanse of Nieuw-Zeelands.

## Deelnemers en resultaten
(m) = mannen, (v) = vrouwen 

### Atletiek
| Olympiër      | Discipline       | Resultaat | Prestatie                             |
| ------------- | ---------------- | --------- | ------------------------------------- |
| Jeremy Dodson | 200m (m)         | 35e       | serie 1: 5de in 20,51                 |
| Alex Rose     | discuswerpen (m) | 29e       | kwalificatie groep A: 13de met 57,24m |

### Gewichtheffen
| Olympiër     | Discipline | Resultaat | Prestatie                                                   |
| ------------ | ---------- | --------- | ----------------------------------------------------------- |
| Nevo Ioane   | –62kg (m)  | 8e        | trekken: 10de met 120kg stoten: 6de met 161kg totaal: 281kg |
|              |            |           |                                                             |
| Mary Opeloge | –75kg (v)  | 11e       | trekken: 9de met 100kg stoten: 11de met 118kg totaal: 218kg |

### Judo
| Olympiër  | Discipline | Resultaat | Prestatie                             |
| --------- | ---------- | --------- | ------------------------------------- |
| Derek Sua | +100kg (m) | 17e       | 1ste ronde: V van UZB Tangriev: ippon |

### Kanovaren
| Olympiër    | Discipline   | Resultaat | Prestatie                |
| ----------- | ------------ | --------- | ------------------------ |
| Anne Cairns | K-1 200m (v) | 26e       | serie 2: 7de in 43,652   |
| Anne Cairns | K-1 500m (v) | 27e       | serie 3: 7de in 2.01,885 |

### Zwemmen
| Olympiër         | Discipline          | Resultaat | Prestatie               |
| ---------------- | ------------------- | --------- | ----------------------- |
| Brandon Schuster | 200m vrije slag (m) | 46e       | serie 1: 7de in 1.57,72 |
|                  |                     |           |                         |
| Evelina Afoa     | 100m rugslag (v)    | 32e       | serie 1: 2de in 1.08,74 |